# Xylomoia
Xylomoia é um gênero de traça pertencente à família Arctiidae.